# Obiad w środku sierpnia
Obiad w środku sierpnia (wł. Pranzo di ferragosto) – włoski komediodramat z 2008 roku w reżyserii Gianniego Di Gregorio.

## Obsada
- Gianni Di Gregorio jako Gianni
- Valeria De Franciscis jako matka Gianni
- Alfonso Santagata jako Alfonso
- Luigi Marchetti jako wiking
- Marina Cacciotti jako matka Alfonso
- Maria Calì jako ciocia Maria
- Marcello Ottolenghi jako doktor
- Grazia Cesarini Sforza jako Grazia
- Petre Rosu jako bezdomny

## Nagrody
65. MFF w Wenecji (2008)
- Nagroda im. Francesco Pasinettiego (SNGCI - Narodowego Stowarzyszenia Włoskich Krytyków Filmowych) (Gianni Di Gregorio)
- Lew Jutra - Nagroda im. Luigiego De Laurentiisa za najlepszy debiut reżyserski (Gianni Di Gregorio)
- Nagroda Młodego Kina dla najlepszego włoskiego filmu (Gianni Di Gregorio)

David di Donatello (2009)
- najlepszy debiut reżyserski (Gianni Di Gregorio)

Europejskie Nagrody Filmowe (2009)
- nominacja za najlepszy scenariusz (Gianni Di Gregorio)